# 앵귈라의 문장

앵귈라의 문장

앵귈라의 문장 (1967년 ~ 1980년)

앵귈라의 문장은 영토의 전통적인 상징인 앵귈라의 국기에 있는 상징으로 구성되어 있다. 문장은 바다 위로 뛰어 내리는 3마리의 돌고래로 구성되어 있다. 돌고래는 주황색으로 표시되며 지구력, 단결 및 힘을 나타내며 연속성을 위해 동그라미로 도약한다.